# Kerkhof van Montignies-sur-Roc
Het Kerkhof van Montignies-sur-Roc is een gemeentelijke begraafplaats in het Belgische dorp Montignies-sur-Roc, een deelgemeente van Honnelles (provincie Henegouwen). Het kerkhof ligt aan de Rue de l'Église naast de noordelijke zijgevel van de Église Notre Dame. Op het kerkhof liggen geen private graven meer, enkel nog een Brits militair graf uit de Eerste Wereldoorlog. Er bevindt zich ook een Lourdesgrot met enkele bidbanken ervoor.

## Brits oorlogsgraf
Op het kerkhof ligt het graf van de Britse soldaat Frederick George Mileham. Hij diende bij de 18th (Queen Mary's Own) Hussars en sneuvelde op 24 augustus 1914. Zijn graf wordt onderhouden door de Commonwealth War Graves Commission en is daar geregistreerd onder Montignies-sur-Roc Churchyard.